# Alberto Zedda
Alberto Zedda (Milán, Lombardía; 2 de enero de 1928-Pésaro, Marcas; 6 de marzo de 2017) fue un director de orquesta y musicólogo italiano, especialista en el repertorio italiano del siglo XIX.

## Biografía
Alberto Zedda nace en Milán, donde cursa estudios humanísticos y musicales con Lorena Antonieta y Carlo Maria Giulini, que complementa en la Escuela de Paleografía Musical de Cremona. 
En 1957 gana el Concurso Internacional de la RAI para directores de orquesta, hecho que le abre las puertas de  importantes instituciones italianas (La Scala, Santa Cecilia, Maggio Musicale Fiorentino, RAI de Roma, Turín, Milán, Nápoles...) y extranjeras en Alemania, Holanda, Bélgica, Francia, España, Polonia, Rusia, Israel, USA, China, Japón....
Paralelamente desarrolló una gran actividad operística: Scala, San Carlo, La Fenice, Massimo de Palermo, Comunale de Bolonia, Regio de Turín, Covent Garden, Marinski, Ópera de Viena, San Francisco, Los Ángeles, París, Helsinki, Bergen, Varsovia, Tel Aviv, Lisboa, Barcelona, Madrid, Sevilla, Oviedo, Bilbao, La Coruña, Moscú, Berlín, Munich, Hamburgo, Ámsterdam, Praga, Osaka, Tokio.....
Grabó discos de música sinfónica, de cámara y opera.
Enseñó Práctica orquestal en el Conservatorio de Piacenza, Filología musical aplicada en la Academia de Osimo e Historia de la música en la Universidad de Urbino. Fue también Fundador y Director de la Academia Rossiniana de Pesaro.
Dedicó parte de su tiempo a la actividad musicológica realizando ediciones críticas de óperas, oratorios y cantatas con particular atención a Rossini, la primera mitad del siglo XIX y el repertorio protobarroco. Fue miembro del Comité Editorial de la Fundación Rossini desde su creación.
Otros compromisos fueron el de Director de repertorio italiano en la New York City Opera;  Director musical del Festival della Valle D’Itria de Martina Franca; Asesor artístico del Rossini Opera Festival de Pesaro y del Festival Mozart de La Coruña; Director artístico del Festival Barocco de Fano, del Teatro Carlo Felice de Génova, del Teatro alla Scala de Milán y del Rossini Opera Festival de Pesaro.
Escribió Divagazioni Rossiniane, libro publicado en el 2012 por Ricordi, Milano. Traducido al español (Turner Música), alemán e inglés.
Alberto Zedda fue nombrado Grand’ufficiale “al merito” de la Repubblica Italiana, miembro de L’Ordre du “Merite Culturel” de Polonia, Medalla de Oro del Círculo de Bellas Artes de Madrid, Presidente Honorario de la Deutsche Rossini Gesellschaft, Académico Correspondiente de la Real Academia Sevillana de Buenas Letras, doctor honoris causa en Scienze della comunicazione por la Universidad de Macerata y profesor Emérito de la Universidad de Osaka.
Como musicólogo, es responsable de la revisión de múltiples trabajos de Vivaldi, Händel, Donizetti, Bellini, Verdi y especialmente Rossini. Zedda es, junto con Philip Gosset, el autor de la edición crítica completa de las óperas de Rossini.
http://www.albertozedda.com/